# Thelypteris praetermissa
Thelypteris praetermissa är en kärrbräkenväxtart som först beskrevs av William Ralph Maxon, och fick sitt nu gällande namn av Alan Reid Smith. Thelypteris praetermissa ingår i släktet Thelypteris och familjen Thelypteridaceae. Inga underarter finns listade.